# Узунгулово
Узунгу́лово (рос. Узунгулово, башк. Оҙонгүл) — присілок у складі Учалинського району Башкортостану, Росія. Входить до складу Міндяцької сільської ради.
Станом на 2002 рік присілок відносився до складу ліквідованої Озерної сільської ради.
Населення — 198 осіб (2010; 230 в 2002).
Національний склад:
- башкири — 100%